# Чабыл-Пут

Чабыл-Пут — река в России, протекает в Республике Хакасия. Устье реки находится в 8 км по левому берегу реки Большой Казыр. Длина реки составляет 13 км. 

## Данные водного реестра
По данным государственного водного реестра России относится к Верхнеобскому бассейновому округу, водохозяйственный участок реки — Томь от истока до города Новокузнецк, без реки Кондома, речной подбассейн реки — Томь. Речной бассейн реки — (Верхняя) Обь до впадения Иртыша.
По данным геоинформационной системы водохозяйственного районирования территории РФ, подготовленной Федеральным агентством водных ресурсов:
- Код водного объекта в государственном водном реестре — 13010300212115200007597
- Код по гидрологической изученности (ГИ) — 115200759
- Код бассейна — 13.01.03.002
- Номер тома по ГИ — 15
- Выпуск по ГИ — 2